# Хохлатая морская собачка
Хохлатая морская собачка (лат. Coryphoblennius galerita) — вид лучепёрых рыб из семейства собачковых (Blenniidae).

## Описание
Наибольшая длина тела 8 см. Тело вытянутое, невысокое, немного сжатое с боков. На затылке имеется нечетное мясистое бахромчатое щупальце, между которым и началом спинного плавника бывает 3—9 нитевидных, иногда разветвленных щупалец. Над глазами щупальца отсутствуют. Верхняя губа выходит за уголки рта в виде мясистой лопасти. На верхней челюсти 55—65, на нижней 35—45 зубов, крайние зубы нижней челюсти в виде изогнутых клыков. Задняя часть спинного плавника несколько выше переднюю. Общий фон окраски светло-серый, коричневатый или желтоватый. На верхней части сторон есть поперечные тёмные полосы, на нижней — свете пятна. Спинной плавник светло-серый с темными пятнами. На хвостовом плавнике есть поперечные темные полосы. Во время размножения самцы приобретают чёрный или мраморный цвет, верхняя губа становится белой.

## Ареал
Распространение вида: Восточная Атлантика от Великобритании и Франции до Мадейры и Марокко, Средиземное, Мраморное, Чёрное моря.

## Биология
Биология почти не изучена. Морская донная жилая рыба мелководных участков. Для жизни выбирает погружены в воду скалы и камни приливно-отливной или поверхностной зоны морского прибрежья. Активны днем. Размножение в мае — августе. Самцы выбирают себе участки во впадинах, щелях скал или в створках моллюсков и ухаживают за самками боковыми движениями головы и тела. С одним самцом нерестится несколько самок, которые откладывают икру на потолок убежища. Самец активно охраняет гнездо до выхода из икры личинок, которые некоторое время ведут пелагический образ жизни и, превратившись в мальков, подходят к берегам и начинают придонный образ жизни. Питается донными беспозвоночными животными, а также водорослями, которые соскребают с различных субстратов.